# Love Song (Oh Jene)
«Love Song (Oh Jene)» es una canción de la banda de australiana de hard rock AC/DC, pertenece al lado B del sencillo Baby, Please Don't Go el cual se publicó 3 de marzo de 1975 exclusivamente en Australia.  Pertenece al  álbum High Voltage de ese mismo año.
Love Song es particular  por ser bastante alejada del tradicional estilo de la banda, ya que musicalmente es una balada y la letra profundiza en el amor por una mujer. Fue incluida en el disco 1 del Box set Backtracks del año 2009.

## Canción
es una canción de amor cantada por Bon Scott

| Lado B |                       |                   |          |  |
| N.º    | Título                | Escritor(es)      | Duración |  |
| 1.     | «Love Song (Oh Jene)» | Scott/Young/Young | 4:15     |  |

## Personal

### Banda
- Bon Scott - vocalista
- Angus Young - guitarra líder
- Malcolm Young - guitarra rítmica
- Rob Bailey - bajo
- Peter Clack - batería

### Producción
- Harry Vanda - productor
- George Young - productor